# Schmarrie
Schmarrie ist ein Ortsteil der Gemeinde Hülsede im Landkreis Schaumburg in Niedersachsen.

## Geographie
Schmarrie liegt einen Kilometer südöstlich von Hülsede.

## Geschichte
Schmarrie wurde 1230 als Smeringe und 1304 in einem Lehnsverzeichnis als Smeringhe erwähnt. Das Rittergut Schmarrie wurde am Anfang des 17. Jahrhunderts vom Rittergut Hülsede übernommen.
Seit 1964 gehörte der große Meierhof Herriehausen zu Schmarrie. Mit der Gebietsreform in Niedersachsen wurde die bis dahin selbständige Gemeinde Schmarrie am 1. März 1974 in die Gemeinde Hülsede eingemeindet. Zugleich kam der Ort durch die Auflösung des Landkreises Springe zum Landkreis Grafschaft Schaumburg der 1977 im Landkreis Schaumburg aufging.
Traditionell ist Schmarrie nicht nach Hülsede eingepfarrt, sondern zur evangelisch-lutherischen St.-Magnus-Kirche in Beber im Landkreis Hameln-Pyrmont.

### Einwohnerentwicklung
| Jahr      | 1910 | 1925 | 1933 | 1939 | 1950 | 1970 |
| --------- | ---- | ---- | ---- | ---- | ---- | ---- |
| Einwohner | 240  | 221  | 221  | 217  | 432  | 328  |

1950 hatte Schmarrie 432 Einwohner, wovon 179 Vertriebene waren. 1970 hatte Schmarrie 328 Einwohner und 118 Hausstellen.

### Wappen
Das etwa 1980 durch Otto Scharrenbach entworfene und durch Walter Krüger und K.-A. Wellhausen erstellte Wappen zeigt einen Mühlstein (aus der Ortslage Bussenmühle) und ein Wasserrad (aus der Ortslage Herriehausen) auf blauen Grund.

## Kultur und Sehenswürdigkeiten
Mehrere Gebäude und das Denkmal in Schmarrie sind als Kulturdenkmale ausgewiesen. Ebenso die Gebäudeensemble der Ortslagen Herriehausen und Eisenhammer.
Siehe auch die Liste der Baudenkmale in Schmarrie auf der Liste der Baudenkmale in Hülsede
Etwa einen Kilometer östlich des Ortes befinden sich nahe beim einstigen Bahnhof Eimbeckhausen die Reste der Posteburg.

## Wirtschaft und Infrastruktur
Das Ortsbild von Schmarrie ist geprägt durch die Landwirtschaft. Es gab jahrhundertelang fünf Vollmeierhöfe sowie weitere Halbmeier und Kötnerstellen. Die Lage am Süntel ermöglichte den Betrieb von Wassermühlen. Die im Deistertal verbreitete Möbelindustrie war durch zwei Stuhlfabriken und ihnen zuliefernde Tischlereien vertreten.
Seit der Schließung der Betriebe ist Schmarrie ein Wohnort. Auf der Kreisstraße 57 verkehren Linienbusse zu den Nachbarorten.